# Подделка документов
Подделка документов — это процесс создания или изменения официальных документов с целью обмана или незаконной выгоды. Это может охватывать различные виды документов, такие как удостоверения личности, паспорта, водительские права, дипломы, банковские документы и.т.д.
Подделка документов, часто связана с мошенничеством, когда люди пытаются обмануть других, предоставив поддельные документы или изменённую информацию. Например, это может быть использовано для получения финансовых выгод или преимуществ, получения визы или права на работу, уклонения от налоговых обязательств или других преступных целей.